# Орегон в Гражданской войне
В начале войны, части регулярной армии США были сняты с постов в Орегоне и Вашингтонской территории и отправлены на восток. В соседней Калифорнии были набраны волонтёры для службы в кавалерии и пехоте, и отправлены на север, в Орегон, чтобы заменить федеральные войска, поддерживать порядок и защищать население. Штат Орегон также сформировал 1-й Орегонский кавалерийский полк, который прослужил с 1862 года до июня 1865 года. Пока шла Гражданская война, переселенцы на новых золотых приисках в Айдахо и Орегоне находились в постоянном конфликте с Пайютами, Шошонами и Банноками, живущими в Орегоне, Айдахо и Неваде; затем отношения переросли в кровавую Войну на реке Снейк 1864—1868 годов. 1-й Орегонский пехотный полк был сформирован в 1864 году и его последняя рота была распущена в июле 1867. Оба эти подразделения использовались для охраны дорог и индейских резерваций, сопровождения эмигрантов и защиты поселенцев от индейцев. Несколько пехотных отрядов также занимались охраной топографов и строительством дорог в центральной и южной части штата Орегон.
Орегонский второй Сенатор Соединённых Штатов, полковник Эдвард Дикинсон Бэйкер был убит в сражении при Бэллс-Блафф возле Лисбурга, штат Вирджиния, 21 октября 1861 года.

## Орегонские полки в Гражданской войне
- 1-й орегонский кавалерийский полк
- 1-й орегонский пехотный полк
- Горные рейнджеры (Орегонская милиция)
- Вашингтонская гвардия (Орегонская милиция)
- Фенийские гвардия (Орегонская милиция)
- Кадеты зуавы (Орегонская милиция)
- Марионские стрелки (Орегонская милиция)

## Военные посты в Орегоне
- Форт Даллес, Орегон, (1850—1867)
- Форт Ямхилл, Орегон (1856—1866)
- Форт Хоскинс, Орегон, (1857—1865)

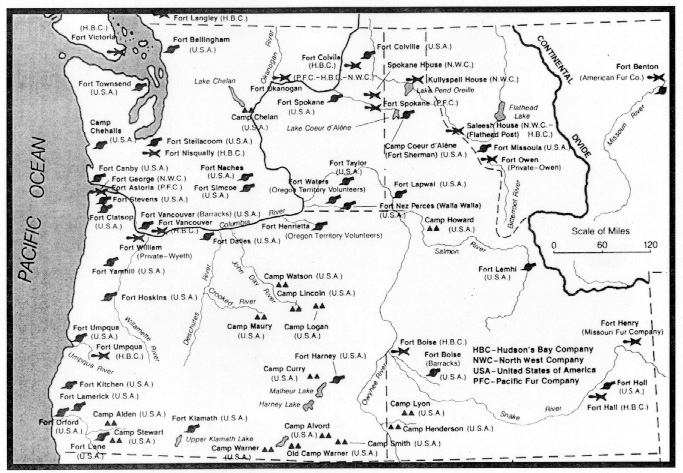
Военные аванпосты на Тихоокеанском Северо-Западе

- Силец Блокхаус, Орегон (1858—1866)[2]
- Лагерь Бейкер, Орегон (1862—1865)[3]
- Лагерь Барлоу, Орегон, (1862)[4]
- Пост в Гранд Ронд Индейского агентства или Форт Лафайет, Орегон 1863,[5]
- Форт Кламат, Орегон, (1863—1890)
- Форт Адамс, Орегон (1863—1865)
- Форт Стивенс, Орегон (1865—1947)
- Лагерь Алворд, Орегон (1864—1866)[6]
- Лагерь Далгрен, Орегон (1864)[6]
- Лагерь Хендерсон, Орегон, (1864—1866)[6]
- Лагеря Линкольн, Орегон (1864)[6]
- Лагерь Мори, Орегон (1864)[6]
- Лагерь Рассел, Орегон (1864—1865)[7]
- Лагерь Уотсон, Орегон (1864—1869)
- Лагерь Колфакс, Орегон (1865—1867)[6]
- Лагерь Карри, Орегон (1865—1866)[6]
- Лагерь Логан, Орегон (1865—1868)[6]
- Лагерь Лион, Орегон (1865—1869)[6][8]
- Лагерь Полк, Орегон (1865—1866)[6]
- Лагерь на Силвис-Ривер, Орегон (1864?)[9]
- Лагерь Райт, Орегон (1865—1866)[6]
- Старый Лагерь Уорнер, Орегон (1866—1867)[6]
- Лагерь Уорнер, Орегон (1867—1874)[6]